# Teluk Pantaian
Teluk Pantaian is een bestuurslaag in het regentschap Indragiri Hilir van de provincie Riau, Indonesië. Teluk Pantaian telt 1682 inwoners (volkstelling 2010).